# Sara Naomi Lewkowicz
Sara Naomi Lewkowicz est une photojournaliste américaine née à New York.
Elle est connue pour son projet Shane et Maggie sur la violence domestique et pour lequel elle a été récompensée par le prix Remi Ochlik à Visa pour l’image 2013 et le prix World Press Photo 2014,.

## Biographie
Née à New York, Sara Naomi Lewkowicz est titulaire d’une maîtrise en communication visuelle de l'université de l'Ohio à Athens et d’un baccalauréat (bachelor) en journalisme de l'université de Caroline du Nord à Chapel Hill.
En 2012, étudiante à Athens, elle débute un travail sur les ex-détenus et leurs difficultés pour se réinsérer dans la société américaine,. Elle rencontre Shane, en couple avec Maggie, maman de deux enfants issus d’une relation précédente. Après quelques mois durant lesquels elle a pu gagné leur confiance, elle assiste à une violente dispute entre les deux et capture la brutalité de la scène et les coups portés par Shane,.
En 2013, son travail est exposé pour la première fois, au festival Visa pour l’image de Perpignan.
Ses photos ont été publiées dans de nombreux journaux et magazine dont Time magazine, Der Spiegel, L'Espresso, New York Magazine, Days Japan, 6Mois.
Elle réside à Brooklyn.

## Distinctions
- 2013 : bourse universitaire de la fondation Alexia[10]
- 2013 : Iris d'or de la Sony World Photography Organization[11]
- 2013 : prix Remi Ochlik 2013 de la ville de Perpignan à Visa pour l’image[1]
- 2013 : prix de la photographe universitaire de l'année par le CPOY[12]
- 2014 : prix World Press photo dans la catégorie problèmes contemporains (reportage)[2]

## Expositions majeures
- Shane et Maggie : portrait d’une violence domestique, festival Visa pour l’image 2013 à Perpignan[13]